# Benyovszky Zsigmond
Benyói és urbanói gróf Benyovszky Zsigmond (Nagyszombat, 1798. június 21. – Solt, 1873. április 20.) publicista, akadémikus, a Benyovszky család grófi ágának sarja.

## Élete
Benyovszky Móric (1746-1786) gróf öccsének, Benyovszky Emánuel (1755-1799) grófnak és szentgyörgyi és cifferi báró Kerekes Judit csillagkeresztes hölgynek negyedik és egyetlen felnőttkort megélő gyermekeként született a Pozsony vármegyei Nagyszombatban. Segélyekkel támogatta Brunszvik Teréz grófnő óvodateremtő munkáját. Több vármegyében is birtokos volt, így Nógrádban Kökényesen, Pest-Pilis-Solt-Kiskunban pedig Solton volt nagyobb birtoka, később azonban eladósodott. Több politikai témájú írása is megjelent. A Magyar Tudományos Akadémia 1832. március 9-én választotta levelező tagjai sorába.
1873. április 20-án solti birtokán érte a halál.

## Családja
1832-ben feleségül vette trakostyáni gróf Draskovich Ágnest (1802–1842), két gyermekük született:
- Sándor (1838–1913), nagybirtokos, utazó, politikus; felesége: kvassói és brogyáni Kvassay Mária (1855–1921)
- Béla (1842–1878), felesége: tengeliczi Gindly Mária (1844–1918)

## Munkái
- Őszinte vélemény a magyar büntető törvényjavaslatról. Pest, 1844. (Ugyanez németül is. Uott, 1844.)

Kéziratban maradt: A magyar népnek és nyelvének eredetéről.
Politikai, államgazdászati, ipari cikkeket írt a Sasba (1831.), Társalkodóba s a politikai hírlapokba.